# جاي بينيت (موسيقي)
جاي بينيت (بالإنجليزية: Jay Bennett)‏ هو موسيقي ومنتج أسطوانات ومغن مؤلف وعازف قيثارة أمريكي، ولد في 15 نوفمبر 1963 في أوربانا في الولايات المتحدة، وتوفي بنفس المكان في 24 مايو 2009.

## وصلات خارجية
- جاي بينيت على موقع IMDb (الإنجليزية)
- جاي بينيت على موقع ميوزك برينز (الإنجليزية)
- جاي بينيت على موقع أول ميوزيك (الإنجليزية)
- جاي بينيت على موقع ديسكوغز (الإنجليزية)
- جاي بينيت على موقع قاعدة بيانات الفيلم (الإنجليزية)